# Magda Blanc
Magda Blanc, född 27 mars 1879 i Bergen, död 6 april 1959, var en norsk skådespelerska. Hon var brorsdotter till Tharald Blanc.
Blanc-Eriksen debuterade 1901 på Den nasjonale scene i Bergen i Amalie Skrams Agnete. Därefter uppbar hon med framgång en rad stora karaktärsroller, som Ibsens Fru Inger till Östråt, Schillers Maria Stuart, Wiers-Jenssens Anne Pedersdotter, Agnes i Ibsens Brand, Rebekka West i Ibsens Rosmersholm, Leonarda och Klara Sang i Bjørnstjerne Bjørnsons Over ævne. Under alla sina år hörde hon till de främsta krafterna vid Den nasjonale scene, och hon följde i sin framställning den stora tragiska linjen från 1800-talet.
Hon var 1906-1915 gift med skådespelaren Henning Eriksen och från 1918 med kompositören Sverre Jordan.